# Charadrius
Charadrius ist eine Vogelgattung aus der Familie der Regenpfeifer (Charadriidae) mit weltweiter Verbreitung. Die Gattungsbezeichnung stammt aus dem Spätlatein und bezeichnet in der Vulgata einen gelblichen Vogel. Die lateinische Bezeichnung leitet sich wiederum von altgriechisch kharadrios ab, der Bezeichnung für einen Vogel, der in Flusstälern (kharadra) lebt.
Charadrius-Arten kommen weltweit vor. Einige der Vertreter dieser Gattung brüten in den borealen Zonen und sind ausgeprägte Zugvögel. Andere Arten sind Standvögel.

## Merkmale
Die Gattung Charadrius umfasst eine große und sehr diverse Artengruppe. Ihnen gemeinsam ist das Fehlen der hinteren Zehe, der kurze, stumpfe Schnabel, der kurze Hals und ein dunkelbraunes Dunengefieder. Bei den meisten Arten weisen das Gesicht und die Kehle auffällige Farbabzeichen auf. Typisch sind außerdem Brustbänder oder Halsringe. Einige Namen wie beispielsweise Doppelbandregenpfeifer oder Dreibandregenpfeifer spielen darauf an.
Die Arten der Gattung leben überwiegend von Insekten, Würmern und anderen Wirbellosen. Typisch ist ein Verhalten, bei dem sie schnell ein Stück trippeln und dann innehalten, um nach Nahrung zu suchen.

## Arten mit mitteleuropäischer Verbreitung
In Mitteleuropa  kommen mehrere Charadrius-Arten vor. Der Flussregenpfeifer profitiert vom zunehmenden Angebot an Kiesgruben, um seine Nester an kiesigen Stellen anzulegen. Für Sand- und Seeregenpfeifer wird prognostiziert, dass sie auf Grund der Klimaerwärmung in Mitteleuropa seltener werden. Während sich beim Sandregenpfeifer nach diesen Prognosen das europäische Verbreitungsgebiet insgesamt stark verkleinern wird, zählt der Seeregenpfeifer zu den vermuteten Profiteuren der Klimaerwärmung. Er erleidet zwar Arealverluste in Mitteleuropa, wird sein Verbreitungsgebiet aber im Mittelmeerraum, an der atlantischen Küste Europas sowie im Gebiet des Schwarzen Meeres nach heutigen Schätzungen deutlich ausweiten können. Eine erhebliche Arealverkleinerung wird auch für den vorwiegend in Nordeurasien verbreiteten Mornellregenpfeifer erwartet, der in Mitteleuropa nur sporadisch brütet.

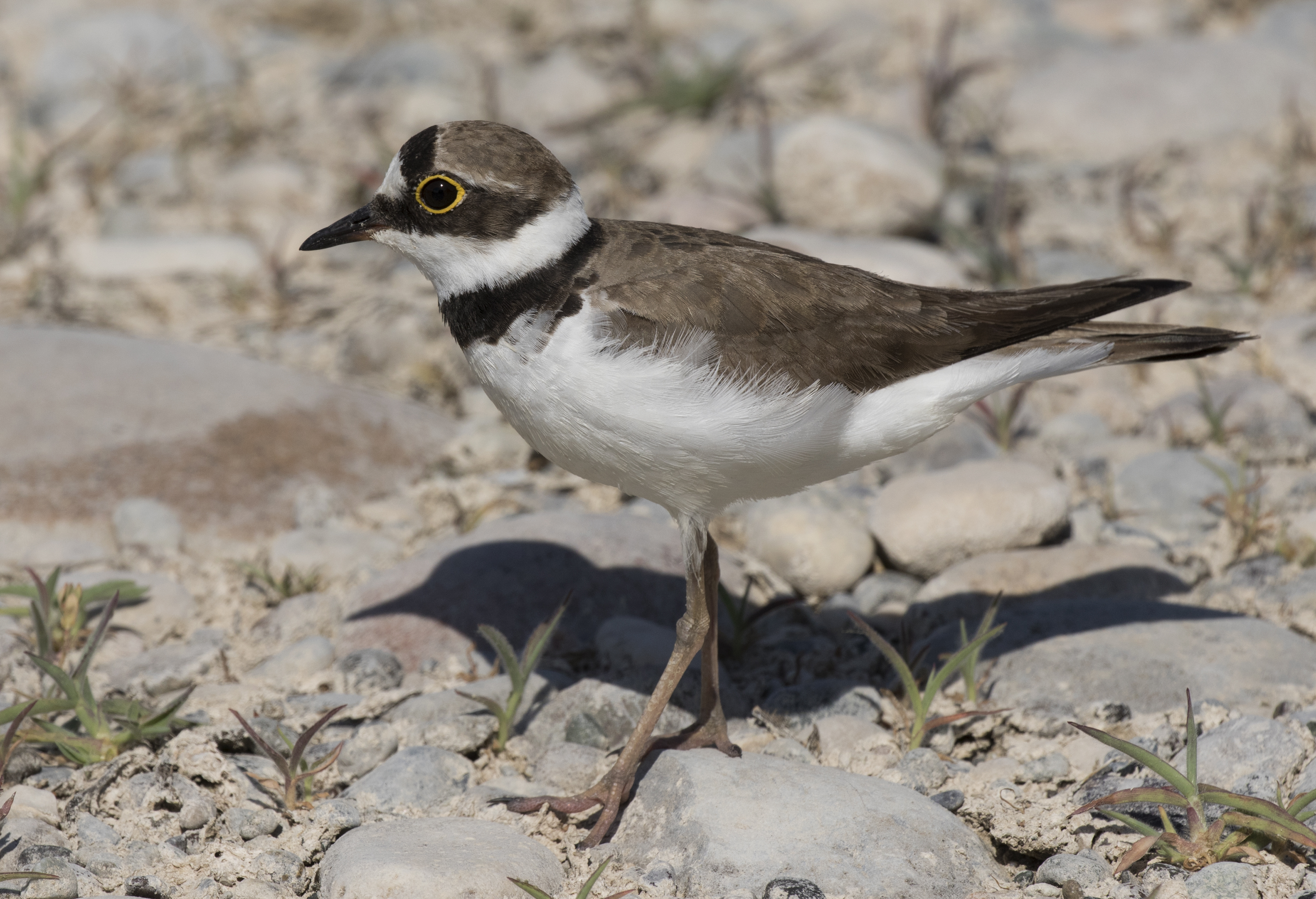
Flussregenpfeifer

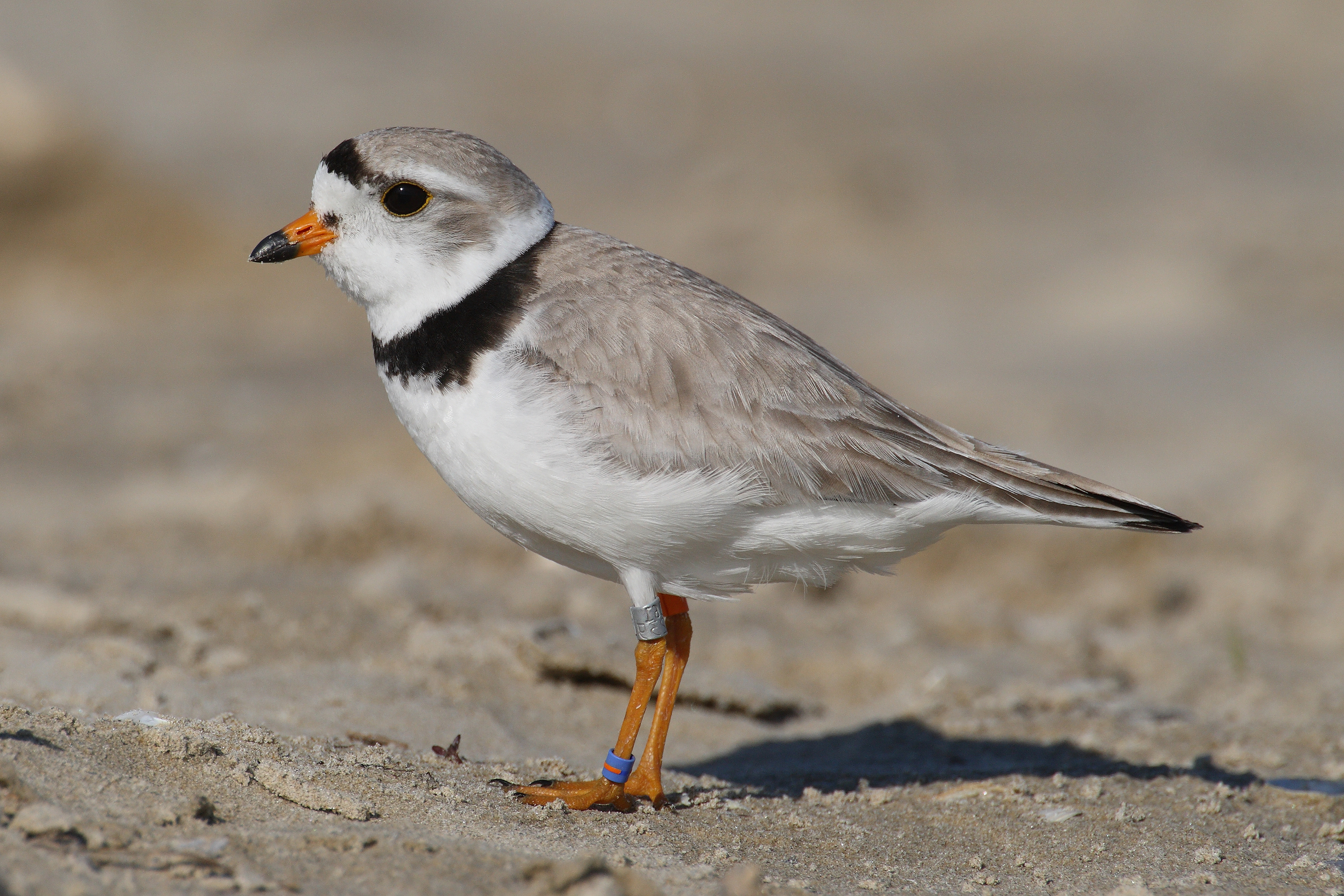
Flötenregenpfeifer

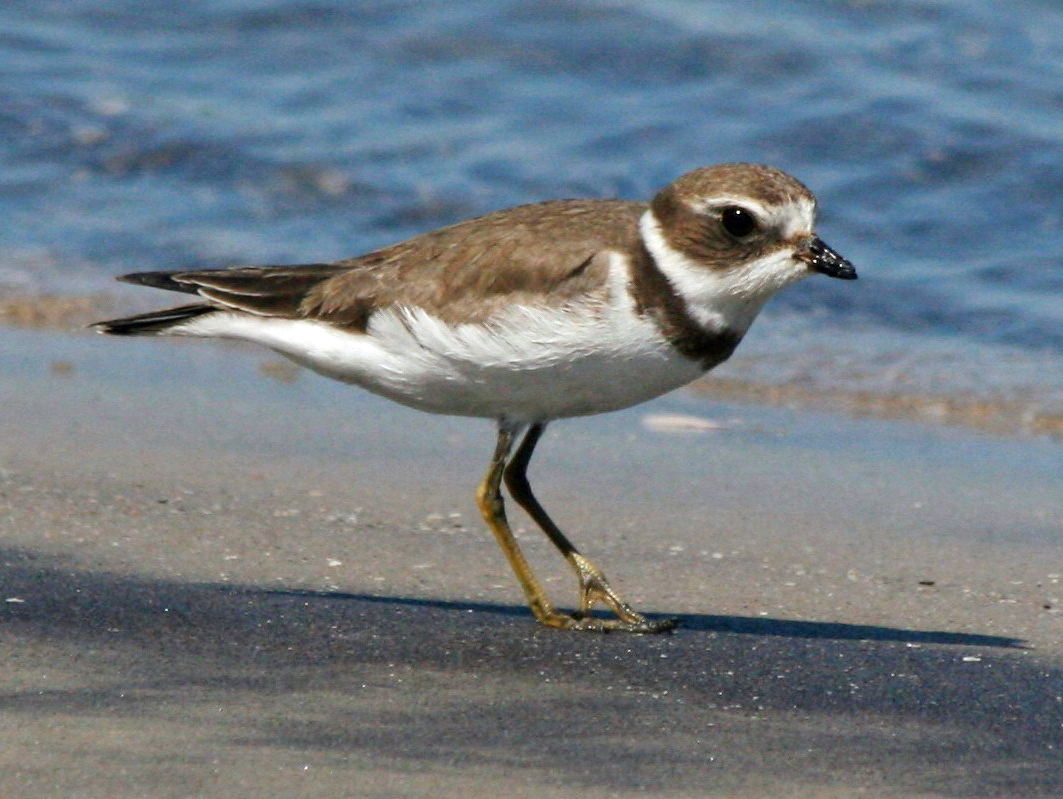
Amerika-Sandregenpfeifer

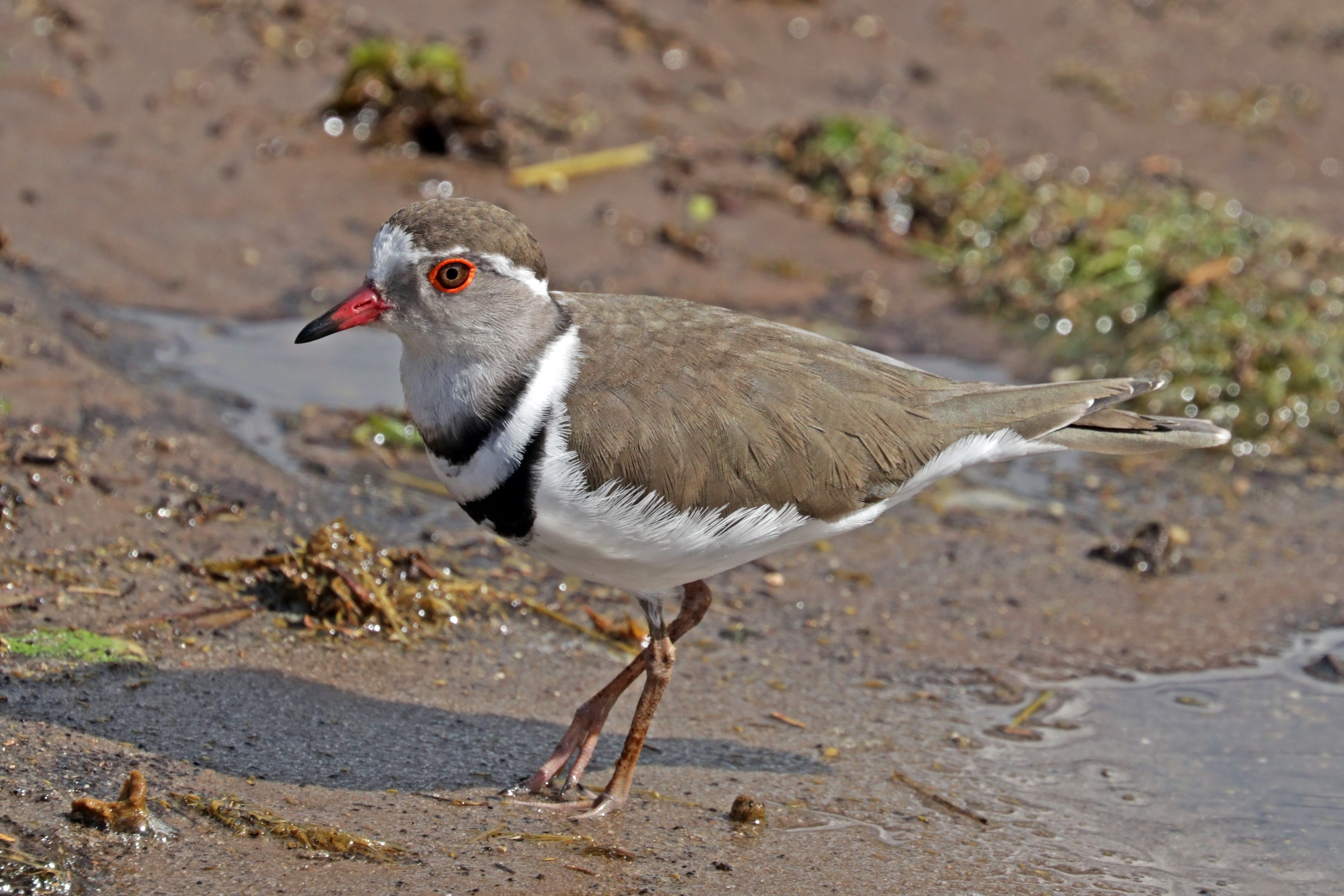
Dreibandregenpfeifer

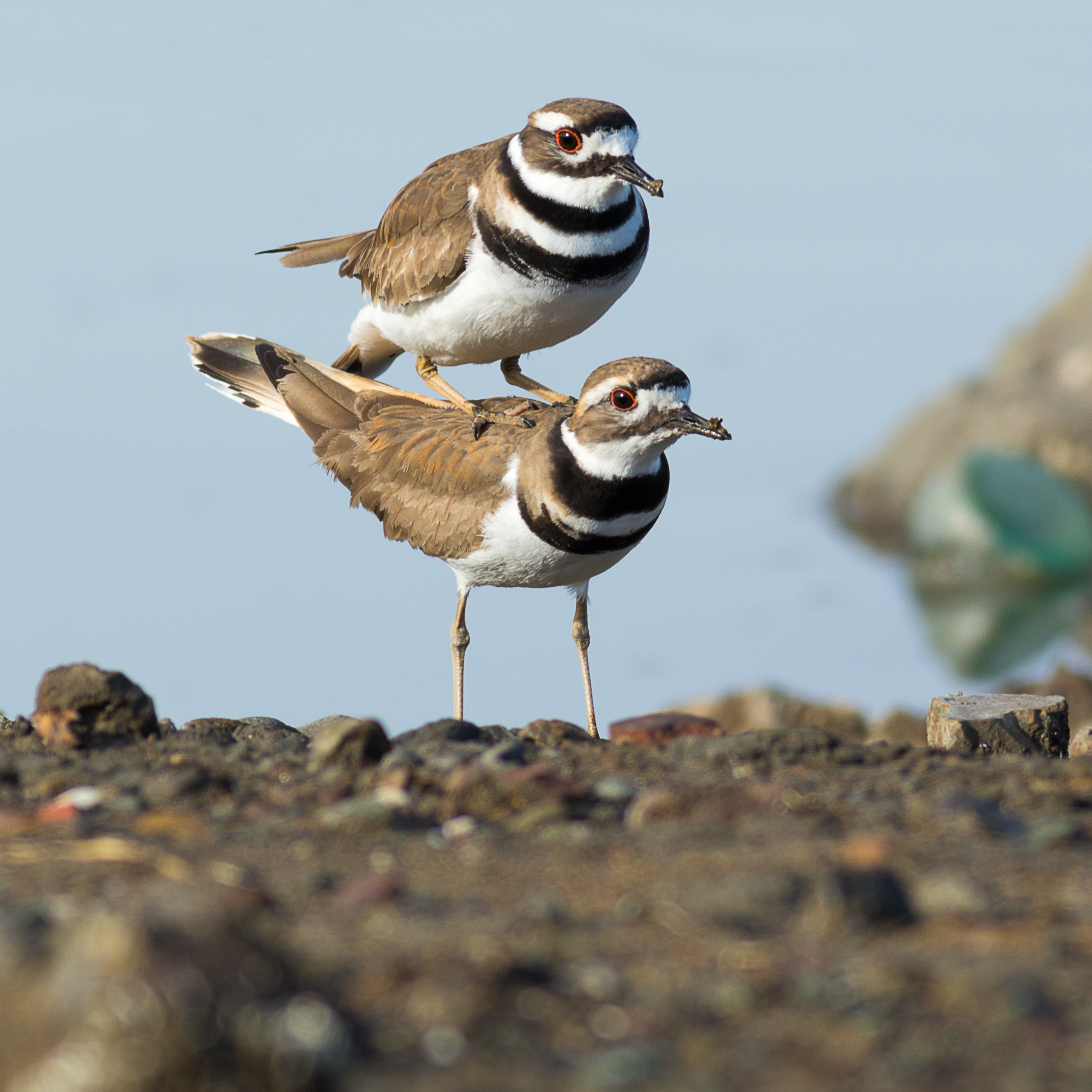
Keilschwanz-Regenpfeifer

## Arten
Zur Gattung Charadrius gehörten bis vor kurzem über 30 Arten. In dieser Zusammensetzung war sie aber nicht monophyletisch, da die Mehrzahl der Arten näher mit dem Kiebitzen (Vanellus), dem Gürtelregenpfeifer (Peltohyas australis) und dem Schwarzbrust-Regenpfeiferr (Erythrogonys cinctus) verwandt ist als mit dem Sandregenpfeifer (Charadrius hiaticula), der Typusart der Gattung Charadrius. Die Arten der mit den Kiebitzen verwandte Klade wurde deshalb in die Gattung Anarhynchus verschoben, die vorher monotypisch war, mit dem Schiefschnabel (Anarhynchus frontalis) als einziger Art.
- Charadrius im engeren Sinne (11 Arten)
  - Sandregenpfeifer (Charadrius hiaticula), Typusart der Gattung Charadrius
  - Kappenregenpfeifer (Charadrius cucullatus)
  - Flussregenpfeifer (Charadrius dubius)
  - Forbesregenpfeifer (Charadrius forbesi)
  - Schwarzstirn-Regenpfeifer (Charadrius melanops)
  - Flötenregenpfeifer (Charadrius melodus)
  - Chathamregenpfeifer (Charadrius novaeseelandiae)
  - Ussuriregenpfeifer (Charadrius placidus)
  - Amerika-Sandregenpfeifer (Charadrius semipalmatus)
  - Dreibandregenpfeifer (Charadrius tricollaris)
  - Keilschwanz-Regenpfeifer (Charadrius vociferus)

- Die folgenden, ehemals Charadrius zugeordneten Arten wurden in die Gattung Anarhynchus verschoben.[8]
  - Seeregenpfeifer (Anarhynchus alexandrinus)
  - Punaregenpfeifer (Anarhynchus alticola)
  - Wermutregenpfeifer (Anarhynchus asiaticus)
  - Doppelbandregenpfeifer (Anarhynchus bicinctus)
  - Schlankschnabel-Regenpfeifer (Anarhynchus collaris)
  - Indochina-Seeregenpfeifer (Anarhynchus dealbatus)
  - Falkland-Regenpfeifer (Anarhynchus falklandicus)
  - Javaregenpfeifer (Anarhynchus javanicus)
  - Wüstenregenpfeifer (Anarhynchus leschenaultii)
  - Weißstirn-Regenpfeifer (Anarhynchus marginatus)
  - Rotbrust-Regenpfeifer (Anarhynchus modestus)
  - Mongolenregenpfeifer (Anarhynchus mongolus)
  - Schneeregenpfeifer (Anarhynchus nivosus)
  - Maoriregenpfeifer (Anarhynchus obscurus)
  - Fahlregenpfeifer (Anarhynchus pallidus)
  - Hirtenregenpfeifer (Anarhynchus pecuarius)
  - Malaienregenpfeifer (Anarhynchus peronii)
  - Rotkopf-Regenpfeifer (Anarhynchus ruficapillus)
  - St.-Helena-Regenpfeifer (Anarhynchus sanctaehelenae)
  - Madagaskarregenpfeifer (Anarhynchus thoracicus)
  - Bergregenpfeifer (Anarhynchus montanus)
  - Steppenregenpfeifer (Anarhynchus veredus)
  - Wilsonregenpfeifer (Anarhynchus wilsonia)